# رونالد فينلي
رونالد فينلي (بالإنجليزية: Ronald Finley) هو مصارع رياضي أمريكي، ولد في 10 ديسمبر 1940 في هونتينغتون بارك في الولايات المتحدة، وتوفي في 2016.

## وصلات خارجية
- رونالد فينلي على موقع قاعدة بيانات المصارعة الدولية (الإنجليزية)
- رونالد فينلي على موقع أوليمبيديا (الإنجليزية)